# Fridericia ratzeli
Fridericia ratzeli är en ringmaskart som först beskrevs av Eisen 1872.  Fridericia ratzeli ingår i släktet Fridericia och familjen småringmaskar.
Artens utbredningsområde är havet kring Irland. Arten är reproducerande i Sverige. Inga underarter finns listade i Catalogue of Life.